# Союз-Т
Союз-T — третє покоління радянських космічних кораблів серії Союз, які застосовувалися для доставки екіпажів на орбітальні станції по програмам Салют та Алмаз. На них також здійснювалися польоти в рамках міжнародної програми Інтеркосмос.

## Історія проекту
З 1965 р. Куйбишевський філія ЦКБЕМ (нині Самари ЦСКБ) в ініціативному порядку вів проектні роботи зі створення корабля 7К-ВІ (з рос.военный иследовательский), який отримав назву «Зірка» і створювався на базі 7К-ОК. До 1967 р. був розроблений ескізний проект корабля й створено його повнорозмірний макет, на якому космонавти вивчали конструкцію внутрішніх відсіків і пульти управління.

## Проектування та модернізація
Восени 1967 р. експертна комісія відхилила ескізний проект 7К-ВІ. Після цього було вирішено створювати орбітальну дослідницьку станцію (ОДС) «7К-ВІ» для проведення досліджень і експериментів в інтересах Міністерства оборони СРСР. До складу ОІВ (11Ф730) входили орбітальний блок ОБ-ВІ (11Ф731) і транспортний корабель 7К-С (11Ф732) для доставки на нього екіпажу. Літера «С» означала «спеціальний». За секретної термінології тих років це слово було синонімом слова «військовий». Розробка ОБ-ВІ була розпочата на Куйбишевський філії ЦКБЕМ, а корабля 7К-С — на ЦКБЕМ. Ескізний проект ОІВ був випущений 21 червня 1968, а проект корабля 7К-С та його теоретичні кресленики були затверджені 14 жовтня 1968. У 1969 р. був випущений комплект конструкторської документації на 7К-С.
Однак у лютому 1970 р. приймається рішення припинити роботи з ОІВ «7К-ВІ», але продовжити розробку 7К-С як перспективного корабля, що володіє поліпшеними характеристиками в порівнянні з 7К-Т і 7К-Т. З цього часу 7К-С став розроблятися як корабель для проведення військово-технічних досліджень і експериментів у автономному польоті (базовий варіант) з можливістю створення на його основі модифікацій різного цільового призначення. Теоретичне креслення базового двомісного корабля 7К-С був затверджений 11 серпня 1972.
7К-С створювався на базі 7К-ОК. При цьому тривалий період розробки 7К-С (1967—1973 рр..) Дозволив внести принципові зміни в його конструкцію і бортові системи. Більшість основних систем 7К-С були або новими, або істотно модернізованими. Корабель 7К-С оснащувався бортової цифрової обчислювальної машиною (БЦВМ) «Аргон-16» (вперше у вітчизняній космічній техніці), комбінованої руховою установкою з об'єднаною паливною системою, новою системою управління спуском з підвищеною точністю посадки, бортовими приладами з використанням нової елементної бази, досконалішими системами радіозв'язку, електроживлення, терморегулювання і т. д. Для 7К-С був розроблений новий стикувальний агрегат з люком-лазом. Саме цей агрегат був використаний на кораблі 7К-Т. Новий корабель був працювати на орбіті з нахилом 51,6 градусів, висоті 250—270 км, і здатним здійснювати політ тривалістю 30 діб. Для запусків 7К-С створювалася вдосконалена і більш вантажопідйомна версія РН «Союз-У» (11А511У) з новою САС.

## Льотньо-конструкторські випробування
У 1973 р. приймається план ЛКВ корабля 7К-С. Відповідно до нього передбачалося виконати спочатку чотири безпілотних польоту, а потім чотири пілотованих (у двох останніх передбачалося провести залікові міжвідомчі випробування). З цією метою в січні 1974 р. в ЦПК приступили до підготовки чотири екіпажі: Л.Кизим-В.Аксьонов, В.Ляхов-А.Воронов, Ю.Малишев-Г.Стрекалов, Л.Попов-М.Бурдаев.
Проте в тому ж 1974 р. призначення корабля 7К-С було змінено знову. Міністерство оборони СРСР фактично відмовився від застосування базового корабля 7К-С для автономних польотів, і тому було вирішено створити транспортну модифікацію 7К-С для доставки екіпажів на орбітальні станції ДОС. Дана модифікація отримала позначення 7К-СТ і зберегла індекс 11Ф732.
До того часу в ЦКБЕМ був повністю виготовлений один корабель 7К-С № 1Л і ще два (№ 2Л і № 3Л) перебували в стадії виробництва. Заводська нумерація кораблів 7К-С була почата з одиниці, але з літерою «Л», що означало «льотна» машина. Для кораблів 7К-СТ ця нумерація була продовжена (перша машина 7К-СТ отримала № 4л).
З метою перевірки загальних технічних рішень і виключення втрат часу, льотну відпрацювання 7К-СТ вирішили почати з випробувань вже будувалися трьох кораблів 7К-С, які запускалися в безпілотному режимі. Першим 6 серпня 1974 на орбіту вийшов корабель № 1Л «Космос-670». Виконавши тридобовий політ, корабель пішов на посадку, але замість керованого спуску здійснив балістичний. Це сталося через незапланованому обурення, отриманого СА при поділі відсіків у результаті дефекту елементів кріплення і скидання матів (листів) екранно-вакуумної теплоізоляції апарата. Наступним був політ корабля № 2Л «Космос-772» у вересні-жовтні 1975 р., який пройшов з незначними зауваженнями. 29 листопада 1976 був запущений корабель № 3Л «Космос-869». Програмою передбачався 8-добовий політ, але через втрату зв'язку з кораблем і збоїв у роботі датчика інфрачервоної вертикалі він перебував на орбіті протягом 18 діб. Проте програма польоту була виконана, а корабель вдалося повернути на Землю.
Одночасно з льотними випробуваннями 7К-С в НВО «Енергія» (колишнє ЦКБЕМ) у 1975—1977 рр.. велися роботи по створенню транспортної модифікації — 7К-СТ. При цьому були проведені доопрацювання корабля 7К-С, що дозволили розмістити в СА трьох космонавтів у скафандрах нової конструкції «Сокіл-КВ-2». Крім того, на 7К-СТ були встановлені сонячні батареї, завдяки чому тривалість автономного польоту корабля 7К-СТ була доведена до 4 діб, а в складі орбітальної станції польотний ресурс корабля став складати 180 діб.
Так як створення 7К-СТ кілька затягувалося, в січні 1976 р. чотири космонавта (В. Аксьонов, Ю. Малишев, Г. Стрекалов, Л. Попов), раніше готувалися по кораблю 7К-С, були залучені до підготовки до автономного польоту на «Союзі-22» (7К-ТМ № 74). Фактично це призвело до розформування чотирьох екіпажів, утворених у січні 1974 р. З решти космонавтів (Л. Кизим, В. Ляхов, А. Воронов і М. Бурдаев) була утворена група «7К-СТ». Проте вже навесні 1976 групу покинули військові бортінженери А. Воронов і М. Бурдаев. Вони отримали незадовільні оцінки на іспитах, влаштованих в НВО «Енергія» по кораблю 7К-СТ. За словами А. Воронова і М. Бурдаева, іспити були необ'єктивними і відбивали давню жорстку конкуренцію між військовим і цивільним загонами космонавтів. У результаті цієї «боротьби» вони й були відсторонені від подальшої підготовки, а їх місця в екіпажах в підсумку посіли космонавти НВО «Енергія». В тому ж 1976 р. В. Ляхов був переведений на програму ДОС-5. Після польоту «Союзу-22» у вересні 1976 р. в групу «7К-СТ» повернулися В. Аксьонов, Ю. Малишев та Г. Стрекалов.
До 1978 р. 7К-СТ був створений, і можна було починати його льотні випробування. За попереднім планом передбачалося запустити два безпілотних корабля № 4л і № 5Л, а корабель № 6Л повинен був виконати автономний випробувальний політ з екіпажем на борту. Для цього в 1978 р. в ЦПК приступили до підготовки три екіпажі: Ю.Малишев-В.Аксенов, Л.Кизим-О.Макаров, В.Лазарев-Г. Стрекалов.
4 квітня 1978 був запущений перший 7К-СТ (№ 4л) — «Космос-1001». Проте відразу після виведення корабля на орбіту була виявлена відмова каналу командної радіолінії. ЦУП втратив управління кораблем, але все-таки через деякий час зв'язок вдалося відновити, і програма польоту була виконана.
Наприкінці 1978 р. план льотних випробувань 7К-СТ був змінений ще раз. Тепер у рамках ЛКВ було вирішено запустити чотири кораблі: два безпілотних — № 5Л і № 6Л (у 1979 р.) і два пілотованих — № 7л і № 8л (у 1980 р.). При цьому машина № 5Л повинна була виконати автономний політ тривалістю 90 діб з метою ресурсних випробувань корабля, а машину № 6Л вирішили використовувати для відпрацювання автоматичного стикування зі станцією «Салют-6». Випробувальні пілотовані польоти кораблів № 7л і № 8л також повинні були проводитися зі стикуванням з «Салютом-6».

## Експлуатація

Салют-7 з пристикованим кораблем Союз-Т

31 січня 1979 на орбіту був виведений 7К-СТ № 5Л «Космос-1074». У зв'язку з відмовою одного з двох дешифраторів командної радіолінії корабель був достроково повернуто на Землю на 61-ту добу польоту. Наступний корабель — № 6Л, що отримав офіційну назву «Союз Т» (транспортний), стартував у грудні 1979 р. і був успішно зістиковано з «Салютом-6» (в цей час космонавтів на станції не було). Виконавши політ тривалістю 100 діб (на ресурс), корабель благополучно повернувся на Землю. Тепер нарешті можна було починати пілотовані польоти.
Як говорилося вище, з 1978 р. до автономного польоту на кораблі 7К-СТ № 6Л готувалися три екіпажі. Після зміни плану ЛКВ наприкінці 1978 р. стали планувати два пілотовані польоту зі стикуванням з «Салютом-6». На кораблі № 7л в політ повинен був відправитися екіпаж з двох космонавтів, а корабель № 8л вирішено було випробувати в тримісному варіанті. Так вперше з'явилася можливість злітати в космос у космонавтів-дослідників із загону ІМБП. У наприкінці 1978 р. космонавти-лікарі В. Поляков та М. Потапов приступили до курсу початкової підготовки в ЦПК, тепер це називається загальнокосмічної підготовкою.
Наприкінці 1979 р. почалася безпосередня підготовка чотирьох екіпажів для двох випробувальних польотів на 7К-СТ. До польоту на кораблі № 7л продовжили підготовку Ю.Малишев-В.Аксенов і Л.Кизим-О.Макаров. Для польоту на кораблі № 8л були сформовані наступні екіпажі: В.Лазарев-Г.Стрекалов-В. Поляков та Ю.Ісаулов-Н.Рукавішніков-М.Потапов. В останньому польоті крім випробування корабля передбачалося провести різні медичні дослідження та експерименти.
5 червня 1980 стартував перший пілотований 7К-СТ (№ 7л) — «Союз Т-2», екіпаж якого успішно виконав всі поставлені перед ним завдання. Однак незабаром після цього програма наступного польоту була змінена. Справа в тому, що станція «Салют-6» на той час зовсім «постаріла», так як її трирічний ресурс підходив до кінця. Найбільше занепокоєння викликав продірявився рідинний контур системи терморегулювання. На станції було потрібно терміново провести ремонтно-відновлювальні роботи. Тому корабель № 8л вирішено було використовувати для доставки на станцію ремонтного екіпажу, який був сформований у такому складі: Л.Кизим-О.Макаров-К. Феоктистов. Екіпажі В. Лазарєва та Ю. Ісаулова стали відповідно дублюючим і резервним (у вересні 1980 р. екіпаж Ю. Ісаулова був розформований). У жовтні 1980 р. екіпажі здали комплексні іспити, але напередодні відльоту на космодром, 9 листопада К. Феоктистов був виведений з екіпажу (за станом здоров'я) і замінений на Г. Стрекалова.
27 листопада 1980 до «Салют-6» стартував «Союз Т-3» (№ 8л). У цей час на космодромі вже знаходився корабель № 9л. Він виконував роль запасного і міг бути швидко підготовлений до старту у разі, якщо б на «Союзі Т-3» виникли будь-які серйозні відмови, унаслідок яких екіпаж не зміг би зробити на ньому посадку. (Наявність запасного корабля, що знаходився на космодромі, було додатковою вимогою безпеки польотів екіпажів на орбітальних станціях. Ця вимога була введена з початком експлуатації станції ДОС-5, оснащеної двома стикувальними вузлами, що дозволяло стикувати до станції корабель-рятувальник. Роль запасного корабля-рятувальника, як правило, виконував наступний готується до запуску корабель.) Машина № 9л була виготовлена в тримісному варіанті, і тому було вирішено використовувати її для наступного екіпажу з трьох космонавтів. Ним виявився радянсько-французький екіпаж. З цієї причини 9-я машина пропустила вперед себе два двомісних корабля — № 10Л і № 11л.
Екіпаж «Союзу-Т-3» завершив ЛКВ корабля 7К-СТ і успішно виконав у повному обсязі ремонтні роботи на борту «Салюта-6». Це дозволило продовжити експлуатацію станції в пілотованому режимі і повністю завершити програму польотів на неї. На заключному етапі на «Салют-6» на кораблі «Союз Т-4» (№ 10Л) прибув екіпаж ЕО-5, під час польоту якого на станції побували дві останні міжнародні експедиції відвідин, що стартували на кораблях 7К-Т. Слід зазначити, що на станції «Салют-6», крім реалізації досить напруженою програми «Інтеркосмос» (9 міжнародних екіпажів), проводилося планомірне нарощування тривалості польотів основних експедицій: ЕО-1 — 96 добу, ЕО-2 — 139 добу, ЕО-3 — 175 добу, ЕО-4 — 184 добу, і лише ЕО-5 була відносно короткочасною (74 діб), але тільки тому, що станція «Салют-6» на той час вже виробила свій ресурс.
До 1982 р. в НВО «Енергія» була виготовлена наступна орбітальна станція ДОС-5-2, яка отримала назву «Салют-7». На ній передбачалося закріпити і розвинути досягнення і результати, отримані на «Салют-6». Слід одразу зазначити, що доля «Салюту-7» виявилася важкою і важкою. На жодній орбітальної станції не було такої великої кількості зривів і змін планів польотів. Крім того, часто відбувалися зміни у складах екіпажів, що готувалися до польотів на станцію. Досі історія підготовки екіпажів на «Салют-7» ніде не висвітлена в повному обсязі.
За попереднім планом на станції ДОС-5-2 планувалося виконати п'ять основних експедицій (з подальшим збільшенням тривалості польотів) і кілька експедицій відвідування (в тому числі міжнародних), які повинні були доставлятися на станцію на кораблях «Союз-Т» (7К-СТ). Успішне виконання програми «Інтеркосмос» отримало подальший розвиток таким чином, що Радянський Союз запропонував «дружнім капіталістичним і країнам, що розвиваються» (у термінології тих років) направити своїх громадян для участі в космічних польотах на радянських космічних кораблях і станціях. Першими таку пропозицію отримали Франція і Індія, які направили своїх представників на підготовку в ЦПК.
За планом 1-го етапу (1982—1983 рр..) На «Салют-7» повинні були відпрацювати три основні експедиції (ЕО) та три експедиції відвідування (ЕП), в яких повинні були взяти участь представник Франції, друга радянська жінка-космонавт і космонавт з групи майбутніх пілотів «Бурана» (для отримання досвіду космічного польоту). Для цих шести експедицій готувалися кораблі № 9л, 11л-15Л.
У вересні 1981 р. в ЦПК три екіпажі розпочали підготовку за програмою основної експедиції (А.Березовой-В.Лебедев, В.Тітов-Г. Стрекалов, В.Джанібеков-А.Александров) і два екіпажі — за програмою першої експедиції відвідування (ЕП-1-1): Ю.Малишев-А.Іванченков-Ж.-Л.Кретьен і Л.Кизим-В.Соловйов-П.Бодрі. У грудні 1981 р. за програмою ЕП-1-2 до підготовки приступили два змішаних екіпажу: Л.Попов-А.Серебров-С.Савіцкая і В. Васютін-В.Савіних-Н.Кулешова (незабаром її замінила І. Проніна) . Змішаними називалися екіпажі, до складу яких входили жінки. У січні 1982 р. в двох екіпажах відбулися зміни: в ЕП-1-1 Ю. Малишева, відстороненого за станом здоров'я, замінив В. Джанібеков, а замість нього в екіпаж до А. Александрову було призначено В. Ляхов.
19 квітня 1982 на орбіту було виведено ДЗГ-5-2 «Салют-7», а 13 травня 1982 до станції стартував екіпаж ЕО-1 на «Союзі Т-5» (№ 11л). Під час польоту першої експедиції (з нової рекордної тривалістю — 211 на добу) на «Салют-7» побували два ЕП: радянсько-французький екіпаж, що стартував на «Союзі Т-6» (№ 9л), і перший змішаний екіпаж — на Союзі Т-7(№ 12л). Через 19 років після польоту В. Терешкової в нашій країні поновилися польоти жінок у космос.
Для виконання подальшої програми 1-го етапу у вересні 1982 р. в ЦПК почалася підготовка відразу шести екіпажів. За програмою ЕО-2 готувалися три екіпажі: В.Тітов-Г. Стрекалов-І.Проніна, В.Ляхов-А.Александров-А.Серебров, Ю.Малишев-М.Манаров. Для експедиції відвідин до підготовки приступили теж три екіпажі: Л.Кизим-В.Соловйов-І.Волк, В. Васютін-В.Савіних-А.Левченко, А.Вікторенко-В.Севастьянов-Р.Станкявічюс. Треті місця у цих екіпажах займали космонавти льотно-дослідницького інституту (ЛІІ) — майбутні пілоти «Бурана».
Планом передбачався наступний графік польотів. У березні 1983 р. до «Салют-7» в автоматичному режимі повинен був бути пристикований ТКС-3, перероблений у важка вантажівка. На квітень було заплановано старт екіпажа В. Титова (ЕО-2) на кораблі № 13Л. Екіпаж ЕО-2 повинен був розвантажити ТКС-3 і виконати два виходи у відкритий космос для установки на станції додаткових секцій сонячних батарей. Крім того, І. Проніна повинна була встановити рекорд тривалості польоту серед жінок (політ ЕО-2 планувався на три місяці). У серпні-вересні 1983 р. на станцію на кораблі № 14л повинен був прибути екіпаж В. Ляхова (ЕО-3), під час польоту якого в кінці року на «Салют-7» планувалося відправити ЕП (екіпаж Л. Кизима) на кораблі № 15Л.
Однак, як уже говорилося, плани польотів на «Салют-7» і екіпажі мінялися часто, а з 1983 р. це відбувалося чи не щоразу. У середині березня 1983 р. (за два-три тижні до комплексних випробувань) було змінено склад екіпажу ЕО-2: замість І. Проніної в нього був включений А. Серебров з дублюючого екіпажу. Як розповідають космонавти, це сталося на представленні екіпажу членам Військово-промислової комісії (ВПК). Відстояти І. Проніну В. Глушко не вдалося, так як більшість членів ВПК вважали, що жінкам у космосі робити нічого.
2 березня 1983 стартував ТКС-3 «Космос-1443» та 10 березня зістикувався з «Салютом-7». 20 квітня 1983 на орбіту вийшов «Союз Т-8» (№ 13Л). Однак через нерозкриття на кораблі антени системи зближення «Голка» стикування зі станцією виконати не вдалося (з тих пір ні однієї невдалої стикування вже не було).

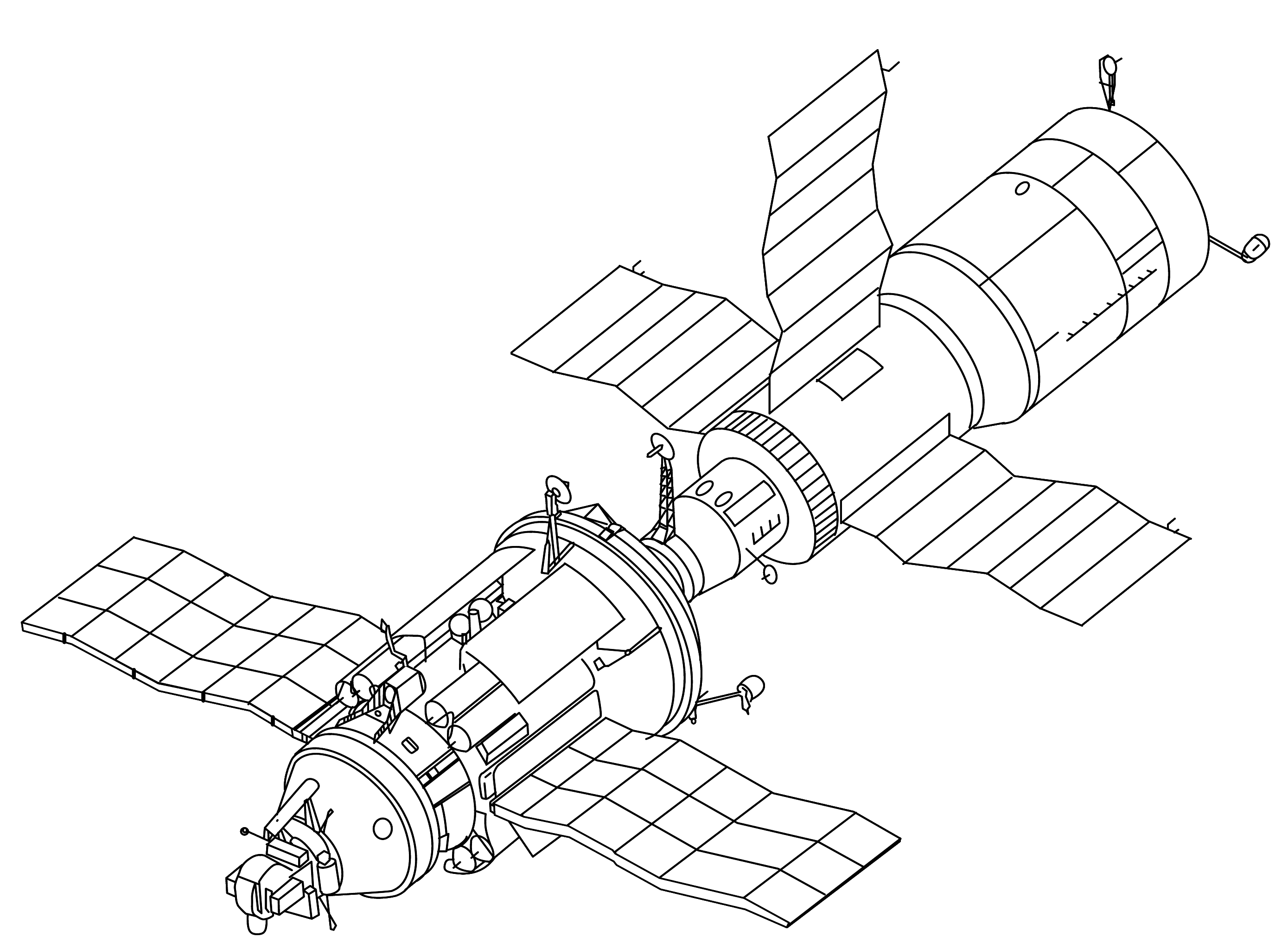
Салют-7 з пристикованим ТКС

Політ ЕО-2 зірвався. Обговоривши ситуацію, що склалася, Держкомісія ухвалила рішення змінити програму подальших польотів на «Салют-7».
По-перше, ЕО-2 була розділена на два етапи: програму ЕО-2 / 1 (робота з ТКС-3) тривалістю 50 діб тепер повинен був виконувати колишній дублюючий екіпаж В.Ляхов-А.Александров (старт на кораблі № 14л), а виконання програми ЕО-2 / 2 (дооснащення сонячних батарей станції) все ж таки залишили за екіпажем В.Тітов-Г. Стрекалов. Вони повинні були спочатку отдубліровать екіпаж ЕО-2 / 1, а потім самі стартувати в середині серпня 1983 р. на кораблі № 15Л (тривалість польоту ЕО-2/2 планувалася приблизно на три місяці).
По-друге, для спадкоємності робіт на двох етапах і з метою економії часу було вирішено, що екіпаж ЕО-2 / 2 стартує до станції тоді, коли на ній ще буде перебувати екіпаж ЕО-2/1. Так вперше народилася ідея бортової перезміни екіпажів. До цього основні експедиції ніколи не перетиналися на борту орбітальних станцій. Перезмінка екіпажів дійсно була відмінною ідеєю, адже це дозволяло економити час, який раніше витрачався на консервацію та розконсервацію станції. Згодом режим роботи з перезмінки екіпажів на борту став штатним на станції «Мир».
По-третє, експедицію відвідування з космонавтом ЛІІ було вирішено перенести на 1984 рік, на час польоту ЕО-3 (так, в принципі, і планувалося раніше). У зв'язку з цим космонавти-бурановці були виведені з екіпажів і тимчасово припинили підготовку. З травня 1983 р. екіпаж Л. Кизима і В. В. Васютіна стали готуватися за програмою ЕО-2/2 як дублюючий і резервний. Продовжили підготовку (без конкретної програми) і два інших екіпажу: Ю.Малишев-М.Манаров і А.Вікторенко-В.Севастьянов.
У вересні 1983 р. були сформовані і почали підготовку за програмою ЕО-3 три екіпажі: Л.Кизим-В.Соловйов-О.Атьков, В. Васютін-В.Савіних-В.Поляков, А.Вікторенко-В.Севастьянов. Підготовку також почали екіпажі для двох ЕП. За програмою ЕП-3-1 З вересня 1983 р. стали готуватися два радянсько-індійських екіпажу (Ю.Малишев-Н.Рукавішніков-Р.Шарма і А.Березовой-Г.Гречко-Р.Мальхотра), а за програмою ЕП- 3-2 — В.Джанібеков-С.Савіцкая-І.Волк (з грудня 1983 р.) і В. Васютін-В.Савіних-Е.Іванова (з лютого 1984 р.). Позбувшись свого командира Ю. Малишева, М. Манаров у вересні 1983 р. отримав нового командира — В. Джанібековим, але, як виявилося, ненадовго, тому що вже в грудні В. Джанібеков очолив екіпаж ЕП-3-2. Після цього М. Манаров був переведений у групу космонавтів, що почали підготовку до польотів на нову орбітальну станцію «Мир». У лютому 1984 р. в першому екіпажі ЕО-3 Н. Рукавишников (за станом здоров'я) був замінений на Г. Стрекалова.
8 лютого 1984 стартував «Союз-Т-10» (№ 15Л) з екіпажем ЕО-3, який успішно зістикувався з «Салютом-7». За ним пішли екіпажі двох ЕП на кораблях «Союз Т-11» (№ 17л) і «Союзу Т-12» (№ 18л).
Запуск «Союзу Т-12» був вперше (для пілотованих кораблів) проведений за допомогою РН «Союз-У2», яка була модифікацією «Союзу-У». На «Союзі-У2» на центральному блоці першого ступеня використовувалося ефективніше паливо (сінтін), що збільшувало вантажопідйомність РН. Усі наступні кораблі «Союз Т» також запускалися РН «Союз-У2».
Екіпаж ЕО-3 успішно виконав свою програму, встановивши новий рекорд тривалості польоту космічного — 237 діб. На цьому з затримкою на рік перший етап програми польотів на «Салют-7» був завершений.
За попереднім планом другого етапу передбачалося пристикувати до «Салют-7» спеціальний модуль 37КЕ (згодом він отримав назву «Квант»), але через затримки з його виготовленням він був переорієнтований на станцію «Мир». Після цього було вирішено відправити до «Салют-7» переобладнаний ТКС-4 з комплексом «Піон-К» для військово-прикладних експериментів.
Для реалізації другого етапу робіт (1985—1986 рр..) На «Салют-7» у вересні 1984 р. були сформовані і приступили до підготовки як ЕО три екіпажі: В. Васютін-В.Савіних-А.Волков, А. Вікторенко -А.Александров-Е.Салей, В.Соловйов-А.Серебров-Н.Москаленко. У грудні 1984 р. почалася підготовка жіночої експедиції відвідин С.Савицька-Е.Іванова-Е.Доброквашіна.
План польотів був наступним. Спочатку в квітні 1985 р. до «Салют-7» планувалося пристикувати ТКС-4, з яким повинен був попрацювати екіпаж четвертої експедиції. Старт ЕО-4 (екіпаж В. Васютіна) на кораблі № 19л планувався на 15 травня 1985 р. (тривалість польоту більше шести місяців). На заключному етапі ЕО-4, після відстиковки ТКС-4, на кораблі № 20Л на станцію на два тижні повинен був прибути жіночий екіпаж. А в 1986 р. планувалося відправити на «Салют-7» останню, п'яту експедицію (екіпаж А. Вікторенко) на кораблі № 21Л. Екіпаж В.Соловйова повинен був дублювати спочатку жіночий екіпаж, а потім екіпаж ЕО-5. Враховуючи, що для станції «Мир» вже створювався модернізований 7К-СТ — «Союз-ТМ», виготовлення кораблів 7К-СТ припинялося. Для останньої машини № 21Л був навіть використаний СА від корабля № 16л.
Однак і цей план не був реалізований. 11 лютого 1985 на безпілотному етапі польоту зв'язок із станцією «Салют-7» була втрачена через вихід з ладу системи командного управління і помилки операторів ЦУПа. У результаті станція повністю вийшла з ладу і нависла реальна загроза неконтрольованого сходу її з орбіти. Керівництво відразу згадала 1979 рік, коли Австралію впали уламки «Скайлаб», а на територію Канади — «Космос-954», що наробило чимало «шуму» у світі. Тепер же «нашуміти» міг і «Салют-7». З іншого боку, багато фахівців вважали, що станцію все-таки можна спробувати відновити. Ретельно вивчивши ситуацію, що склалася, Держкомісія приймає рішення відправити на станцію спеціальну експедицію для її відновлення та ремонту.
6 червня 1985 стартував «Союз-Т-13» (№ 19л) з екіпажем ЕО-4/1. Використовуючи метод дальнього зближення, а також лазерний далекомір і БЦВМ, екіпаж зміг зблизитися і зістикуватися з некерованою, «мертвої» станцією (розрахункова ймовірність стикування становила 0.7-0.8). Космонавти впоралися з головним завданням, від якої залежала вся подальша програма робіт. Потім крок за кроком, в неймовірно важких і складних умовах (холод, відсутність енергетики і вентиляції на станції, обмежений запас води) В. Джанібеков і В. Савіних повністю відновили працездатність «Салюту-7». Це був видатний, безпрецедентний політ.
Тепер можна було йти за затвердженою програмою, і 17 вересня 1985 р. до станції на кораблі «Союз-Т-14» (№ 20Л) відправився екіпаж ЕО-4 / 2. Після недовгої перезміни В. Джанібеков і Г. Гречко повернулися на Землю, а екіпаж В. Васютіна (у своєму первинному складі) приступив до виконання програми ЕО-4/2 тривалістю шість місяців. 27 вересня 1985 стартував ТКС-4 «Космос-1686» і після його стикування космонавти почали працювати з «ПІОН-К».
У вересні 1985 р. екіпаж В.Соловйова був розформований, а космонавти переведені на підготовку до польотів на станцію «Мир». А. Серебров був відразу включено в перший екіпаж разом з В. Титовим. Тоді ж на дублерів для жіночої експедиції відвідин «Салюту-7» був сформований новий екіпаж: А.Вікторенко-А.Александров-В.Соловйов. Старт жіночої експедиції відвідин на кораблі № 21Л був запланований на початок березня 1986 р. Міжнародний жіночий день (8 березня) радянські жінки-космонавти повинні були зустріти на борту орбітальної станції і звідти привітати всіх жінок світу. Але цьому плану не судилося збутися.
У жовтні у В. Васютіна загострилося пропущене лікарями хронічне захворювання. Що були на борту ліками його не можна було вилікувати, і тому
21 листопада 1985, на 64-ту добу польоту, екіпаж ЕО-4/2 змушений був виконати дострокову посадку. Під час посадки «Союзу-Т-14» обов'язки командира екіпажу виконував В. Савіних. У кріслі бортінженера перебував А. Волков, а в кріслі космонавта-дослідника розміщувався хворий В. Васютін.
Через дострокової посадки основної експедиції старт жіночого екіпажу був скасований. Що залишився корабель № 21Л було вирішено використовувати для першої (позапланової) експедиції на станцію «Мир» з перельотом на «Салют-7» і назад. 25 листопада 1985 до підготовки за програмами ЕО-1 на «Мир» і короткочасної ЕО-5 на «Салют-7» приступили два екіпажі: Л.Кизим-В.Соловйов і А.Вікторенко-А.Александров.
Старт «Союзу-Т-15» (№ 21Л) відбувся 13 березня 1986 р. (при цьому вперше в Радянському Союзі по телебаченню велася пряма трансляція цього запуску). Космонавти Л. Кизим і В.Соловйов стали першим екіпажем, що побувала на «Мир». Потім вони здійснили переліт на «Салют-7», де виконали частину робіт, не завершених попередньої експедицією, у тому числі два виходи у відкритий космос. Після цього космонавти, прихопивши з собою найцінніше обладнання (масою близько 360 кг), повернулися на «Мир». Екіпаж «Союзу Т-15» вперше в історії космонавтики зробив міжорбітальний переліт з однієї станції на іншу і назад.
На цьому експлуатація «Салюту-7» в пілотованому режимі була завершена, одночасно закінчилася і експлуатація кораблів «Союз Т» (7К-СТ).
Всього в 1974—1986 рр.. було запущено три безпілотних корабля 7К-С і 17 кораблів 7К-СТ: 14 пілотованих і 3 безпілотних. Запуск одного пілотованого корабля 7К-СТ (№ 16л) не відбувся через аварію РН на стартовій позиції.